# Ityopya, Ityopya, Ityopya kidemi
Ityopya, Ityopya, Ityopya kidemi (amharisch ኢትዮጵያ ኢትዮጵያ ኢትዮጵያ ቅደሚ, Transkription Ītyoṗya, Ītyoṗya, Ītyoṗya, qidä mī; deutsche Übersetzung Äthiopien, Äthiopien, Äthiopien, schreite voran) war die Nationalhymne der Demokratischen Volksrepublik Äthiopien und die zweite Nationalhymne in der Geschichte Äthiopiens.

## Geschichte
1975 stürzte das Militär den Negus Haile Selassie. Die alte Hymne Ityopya hoy dess yibelisch war damit nicht mehr zeitgemäß, woraufhin der Provisorische Militärverwaltungsrat eine neue Hymne einführte. Der Text wurde von Assefa Gebre-Mariam Tessama verfasst, die Musik von Daniel Yohannes Haggos komponiert. Offizielle Übersetzungen in elf Landessprachen sowie ins Englische, Französische, Arabische und Russische liegen vor. Nach dem Sturz des kommunistischen Regimes im Jahr 1991 wurde ein Jahr später eine neue Hymne, Wädäfit Gäsgeshi Wudd Ennate Ityop’ya, angenommen.

## Text
Amharisch

ኢትዮጵያ ኢትዮጵያ ኢትዮጵያ ቅደሚ

በኅብረተሰባዊነት አብቢ ለምልሚ!

ቃል ኪዳን ገብተዋል ጀግኖች ልጆችሽ

ወንዞች ተራሮችሽ ድንግል መሬትሽ

ለኢትዮጵያ አንድነት ለነፃነትሽ

መስዋዕት ሲሆኑ ለክብር ለዝናሽ!

ተራመጂ ወደፊት በጥበብ ጎዳና

ታጠቂ ለሥራ ላገር ብልጽግና!

የጀግኖች እናት ነሽ በልጆችሽ ኩሪ

ጠላቶችሽ ይጥፉ ለዘላለም ኑሪ!

Transkription

Ītyoṗya, Ītyoṗya, Ītyoṗya, qidä mī

bähibräsäbawīnnät, abbibī, lämlimī!

Qal kīdan gäbtäwal jägnotch lijotchishi,

wänzotch tärarotchish dingil märetishi

läĪtyoṗya andinnät länäşannätishi

mäswait līhonu läkibir läzinnashi.

Täramäji wädä fit bätibäbi godanna.

Taṭäqī läsira lagär biliṣiginna!

Yäjägnotch innat näsh, bälijotchish kurī.

Ṭälatotchish yiṭfu, läzälaläm nurī!